# Bombylius loriae
Bombylius loriae är en tvåvingeart som först beskrevs av Neal L. Evenhuis 1977.  Bombylius loriae ingår i släktet Bombylius och familjen svävflugor. Inga underarter finns listade i Catalogue of Life.